# Hieracium nigritum
Hieracium nigritum — вид рослин із родини айстрових (Asteraceae).

## Біоморфологічна характеристика
2n = 36.

## Середовище проживання
Зростає у Європі (Австрія, Польща, Чехія, Словаччина, Румунія, Україна).